# Uxmal
Uxmal localiza-se na península de Yucatán, no México. Um dos mais conhecidos sítios arqueológicos maias, é considerada uma cidade típica de seu povo. Com uma população estimada de cerca de 25.000 pessoas, foi uma das maiores cidades do Yucatán. A disposição dos edifícios, que datam entre 700 e 1000, revela conhecimento de astronomia.
Entre os seus tesouros encontram-se a Pirâmide do Adivinho, uma estrutura de quase 40 metros de altura, e o Quadrilátero das Freiras.

## História

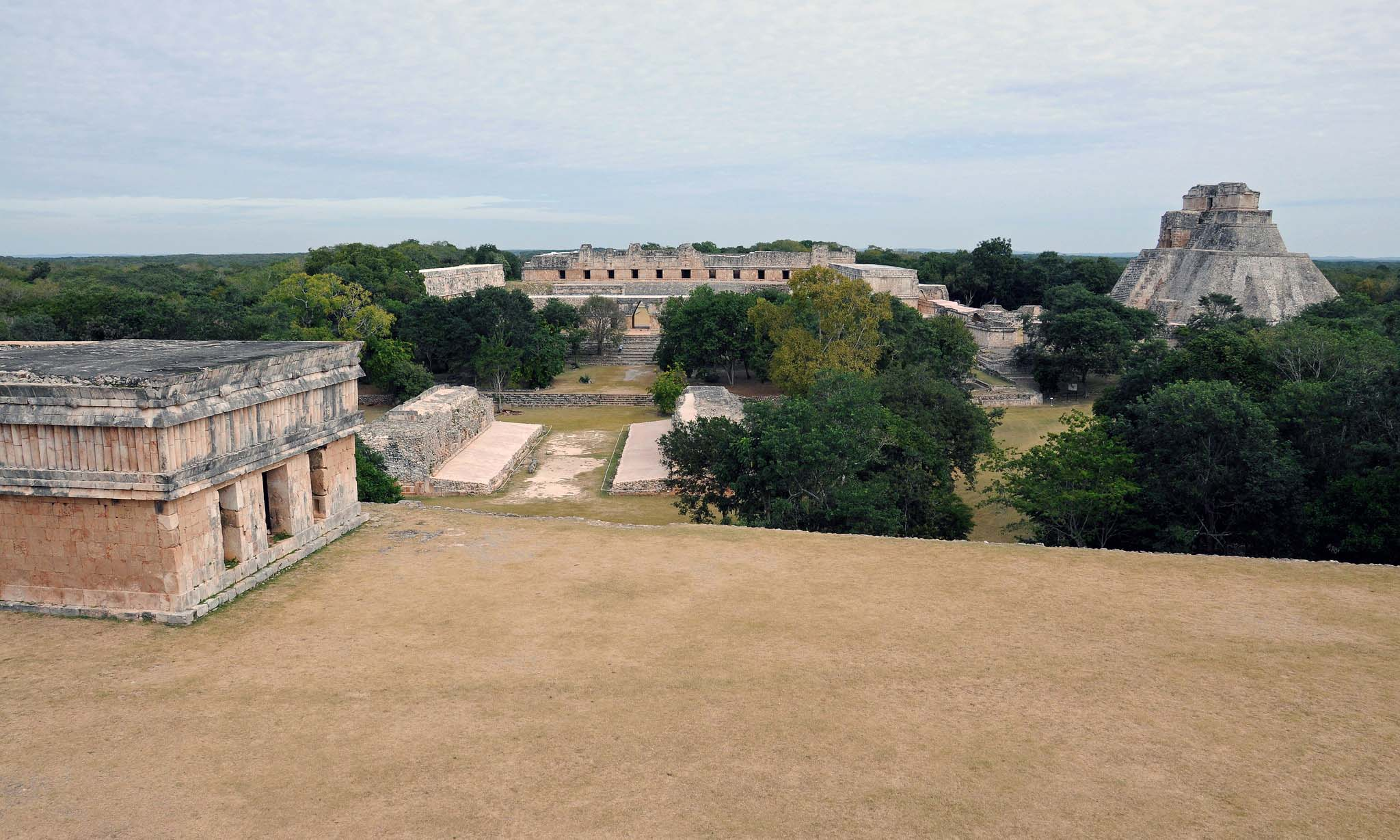
Panorama de Uxmal

Uxmal foi fundada por volta de 500 por Hun Uitzil Chac Tutul Xiu. Durante gerações Uxmal foi governada pela dinastia Xiu, era a cidade mais poderosa no oeste do Yucatán, e por pouco tempo em aliança com Chichén Itzá dominou toda a área norte maia. Algum tempo depois de 1200 mais nenhuma grande construção foi feita em Uxmal, possivelmente relacionado com a caída da aliada de Uxmal, Chichén Itzá e a mudança do poder no Yucatán para Mayapan. Os Xiu mudaram a sua capital para Maní e a população de Uxmal caiu. A seguir à Conquista Espanhola do Yucatán (na qual os Xiu se aliaram com os espanhóis), documentos coloniais sugerem que Uxmal foi um sitio habitado com alguma importância até à volta de 1550, mas nenhuma cidade espanhola foi aqui construída e depressa Uxmal foi abandonada.

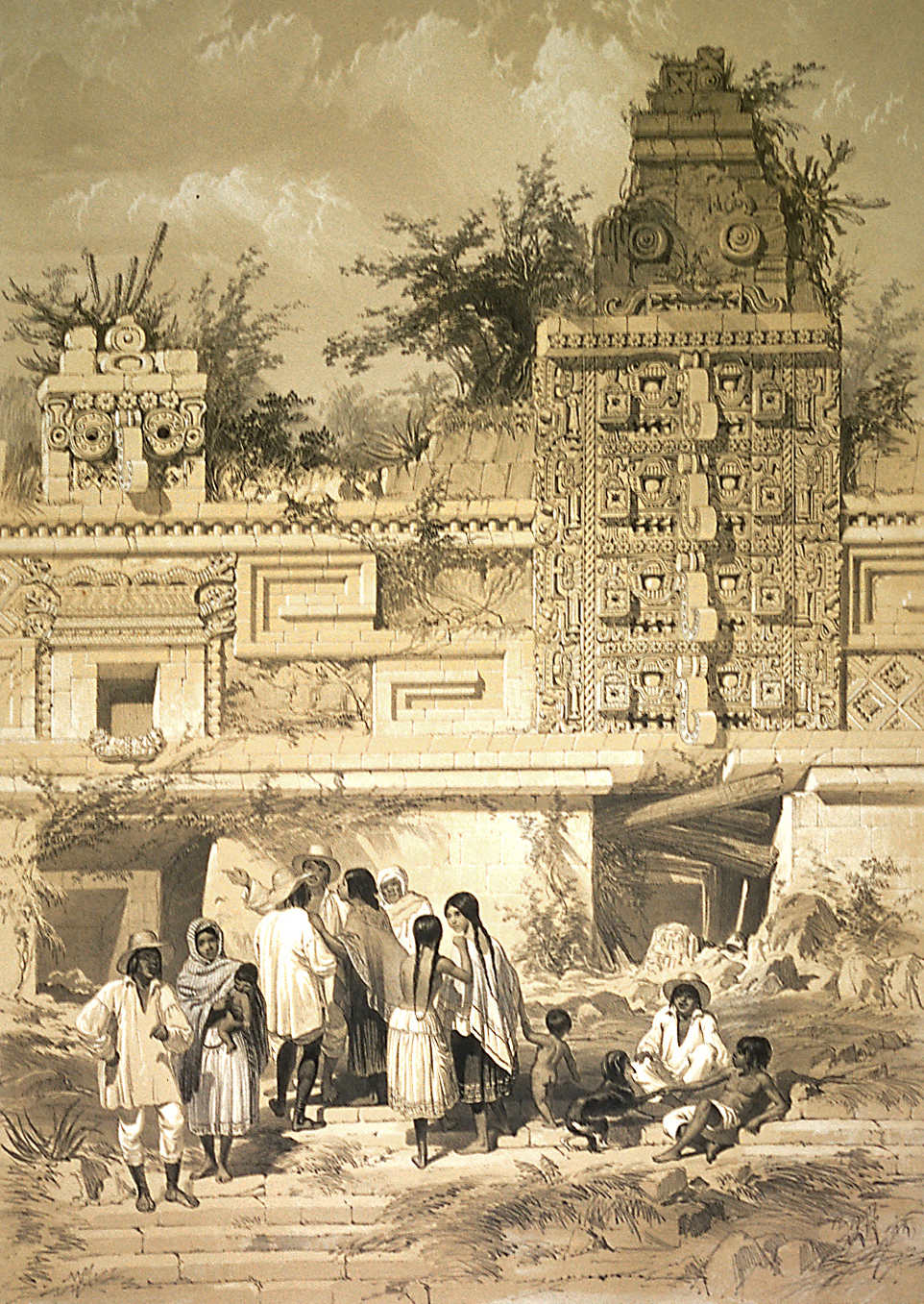
Um dos muitos desenhos de Catherwood

Desde a Independência do México que Uxmal atraiu muitos visitantes. A primeira descrição detalhada das ruínas foi publicada por Jean Frederic Waldeck em 1838. John Lloyd Stephens e Frederick Catherwood fizeram duas longas visitas a Uxmal por volta de 1840 com Catherwood a fazer tantos planos e desenhos que podiam ser usados para construir um duplicado da antiga cidade (infelizmente a maior parte dos desenhos e planos está perdida). Desiré Charnay tirou uma série de fotografias de Uxmal em 1860. Alguns anos depois a Imperatriz Carlota do México visitou Uxmal. Sylvanus Griswold Morley fez um mapa do sítio em 1909 que incluía alguns edifícios antes negligenciados. O primeiro projecto do governo do México para restaurar alguns edifícios em riscos de colapso ou em deterioração veio em 1927. A Rainha Isabel II do Reino Unido visitou em 27 de Fevereiro de 1975 para a inauguração do espectáculo de luz e de som do sítio. Quando estava a tocar a oração maia a Chaac (o deus da chuva) uma chuva torrencial caiu por cima dos dignitários, para além do facto que estava na estação das chuvas.
Dois hotéis e um pequeno museu foram construídos nas ruínas da antiga cidade.